# Llista de possessions de Llucmajor
B

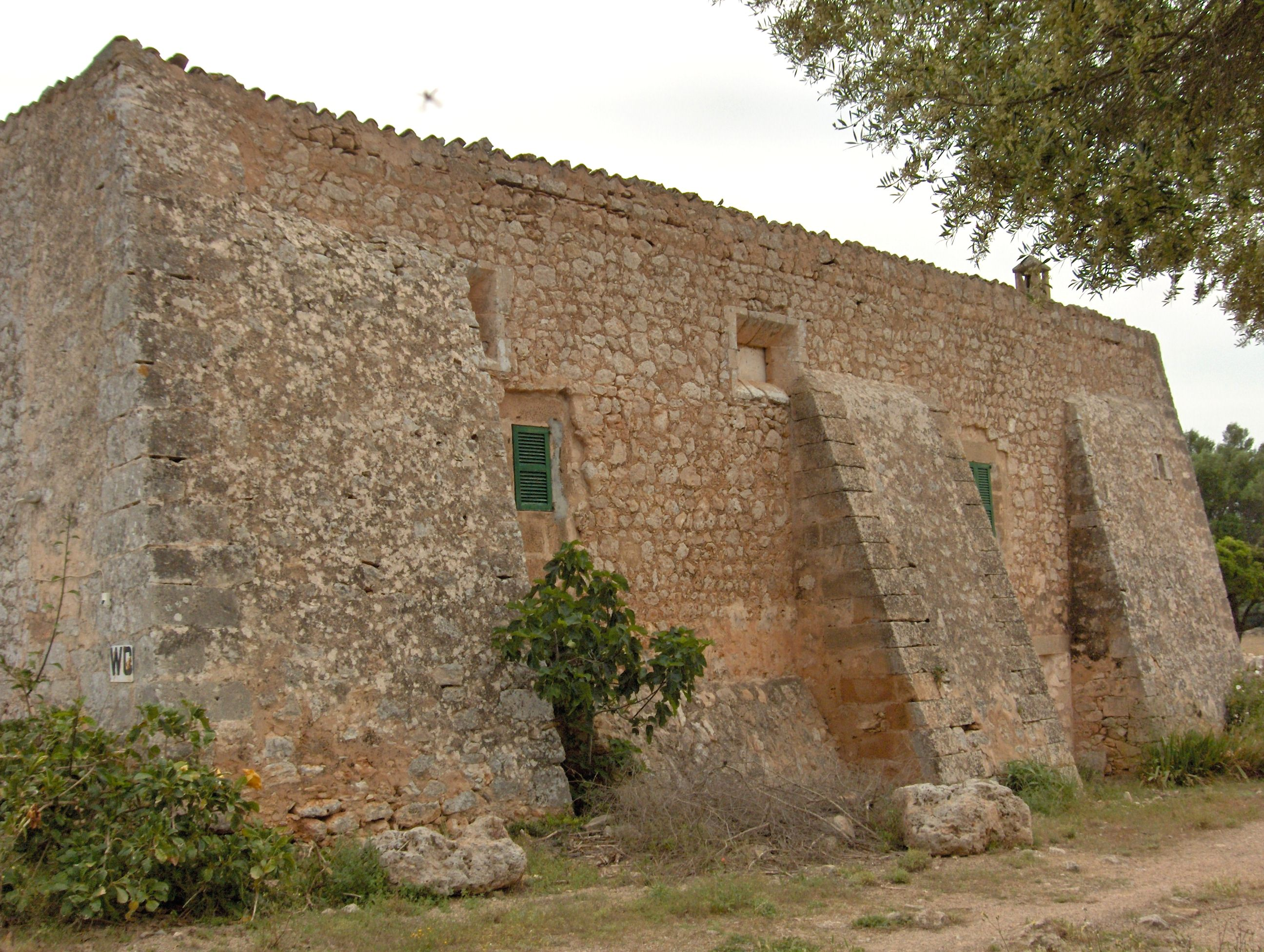
Façana de les cases de Capocorb Vell

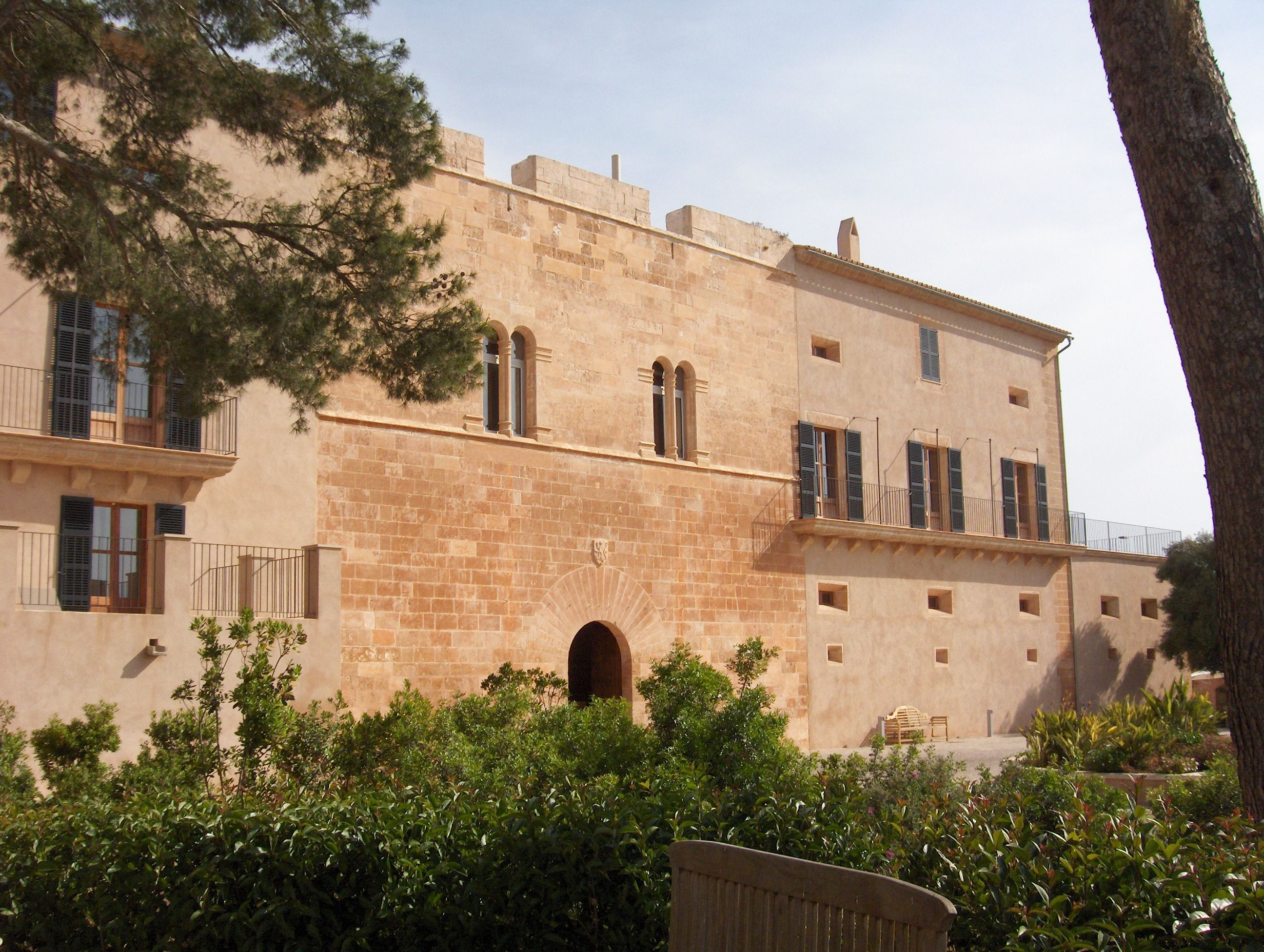
Façana de les cases de sa Torre

Bennoc - Betlem - Binificat - Biniferri - Binilagant
C
Cala Pi - Capocorb Nou - Capocorb Vell - Cas Elet - Cas Frares - Cugulutx
E
Es Cap Blanc - Es Carbonells - Es Llobets - Es Masdeu - Es Marroig - Es Pedregar - Es Pèlec - Es Pujol
F
Ferrutxelles
G
Galdent - Garonda - Gomera - Gomereta - Guiamerà - Guiameranet
L
Llucamet
M
Merola - Míner
P
Païssa - Pérola - Puigderrós de Baix - Puigderrós de Dalt - Purgatori
S
S'Àguila - s'Aresta - sa Cabana - sa Caseta - sa Llapassa - sa Llapasseta - sa Maimona - sa Pobla d'en Verdigo - sa Talaia - sa Torre - ses Arnaules - ses Males Cases - s'Estelella - ses Teringades - Solleric - So n'Albertí - So n'Antelm - Son Bieló - Son Bonaventura - Son Boscana - Son Calders - Son Cànaves - Son Cardell - Son Casesnoves - Son Cresta - Son Dalabau - So n'Eixida - Son Ferretjans - Son Frígola - Son Fullana - Son Fullaneta - Son Garcies - Son Granada - So n'Hereu - Son Julià - Son Mendívil de Dalt - Son Mesquida - Son Monget - Son Monjo - Son Montserrat - Son Mulet - Son Munar - Son Mut Aliardo - Son Mut Vell - Son Noguera - Son Pieres - Son Ponç - Son Ponç Cardaix - Son Quartera Vell - Son Reiners - Son Sard - Son Seguí - Son Servereta - Son Serra - Son Taixaquet - Son Tetè - Son Verí - Son Vilardell
T
Tió - Tolleric - Torratxí
V
Vallgornera Nou - Vallgornera Vell - Vernissa